# Istituto Poligrafico e Zecca dello Stato

Logo de l'IPZS.

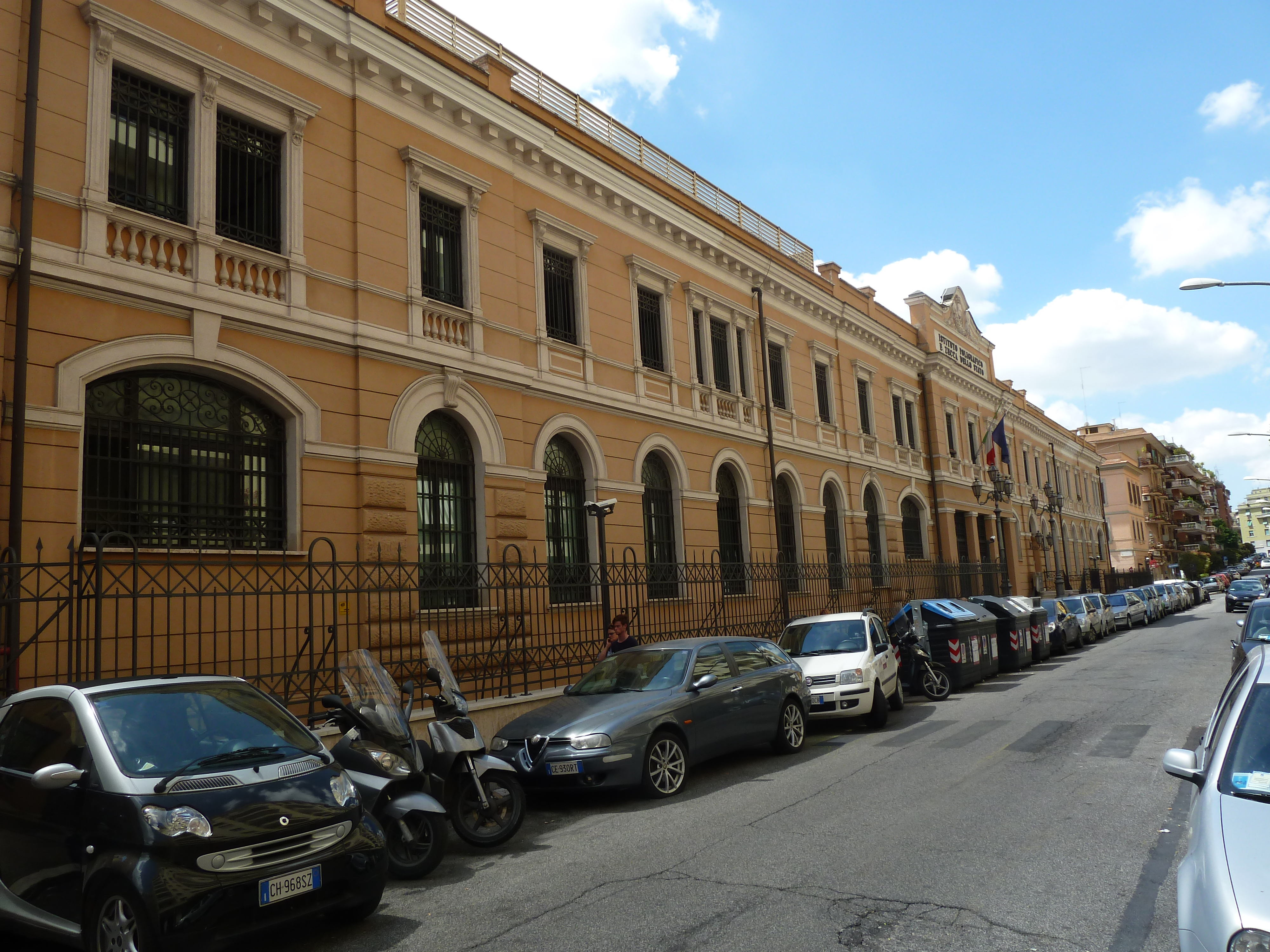
Istituto Poligrafico e Zecca dello Stato à Rome.

L'Istituto Poligrafico e Zecca dello Stato (IPZS) est la fabrique de monnaie nationale italienne, ainsi que l'imprimeur des timbres-poste de Poste italiane (transformé en S.A détenue à 100 % par l'État).

## Histoire
Cet organisme public italien est issu de la fusion en 1978 de l’Istituto della Zecca dello Stato, la Zecca (la Monnaie) en italien renvoyant à l'atelier monétaire chargé de la frappe des pièces et médailles officielles depuis 1911, et de l’Istituto Poligrafico dello Stato chargé de l’émission des timbres, et publications officielles de l’État depuis 1928. Il dépendait alors du Provveditorato generale dello Stato (it) jusqu’à son intégration au ministère du Trésor public italien en 2001.

### L'unification des ateliers
Le territoire actuel de l'Italie était avant le Risorgimento de 1861 composé de dizaines d'États souverains. La frappe de la monnaie et l'impression des timbres n'étaient donc pas centralisées pour la Péninsule. Pour la monnaie, on avait par exemple dès le XVe siècle en république de Venise, la Zecca de Venise, ou avec les États pontificaux, les « presses du Vatican » situées au cœur de Rome, idem pour le duché de Florence, le royaume de Naples, etc. Cette situation monétaire est similaire à celle de l'Allemagne avant l'unification de 1871.
À l’annexion des États pontificaux par Victor-Emmanuel II conclue par la prise de Rome en 1870, la monnaie pontificale devient monnaie royale et à partir de 1892 l’ensemble de la monnaie italienne y est produite. Le 27 décembre 1911, le roi Victor-Emmanuel III inaugure les bâtiments de l'Istituto della Zecca dello Stato situés via Principe Umberto à Rome. Au moment de la fusion cet institut dépend du ministerio del Tesoro et met à sa tête Luigi Giorgi. Depuis 1907, la Scuola dell'arte della medaglia (école de l'art de la médaille) formait de nouveaux médailleurs formés par des artistes reconnus tels Attilio Silvio Motti et Giuseppe Romagnoli, qui furent graveurs en chef de cette institution.
Le 6 décembre 1928 l’Istituto Poligrafico dello Stato est créé, responsable de l’impression des publications officielles de l’État dont le journal officiel ainsi que des timbres-poste des Poste Italiane. Elle est la fusion de trois organismes du  Provveditorato generale dello Stato : la Libreria dello Stato, l’Officina carte-valori et le Stabilimento poligrafico, et son siège est établi sur la place Giuseppe Verdi (à Rome également), siège historique de l’Officina carte-valori.
En 1999 l’Institut déménage via Gino Capponi (toujours à Rome), déménagement qui coïncide avec le passage de la lire à l’euro.
L'IPZS frappe les monnaies de circulation courante et de collection italiennes, mais aussi pour l'État du Vatican, pour la république de Saint-Marin et pour l'ordre souverain de Malte.

## Activités
Cet institut est composé de plusieurs départements dont celui relatif à la frappe de la monnaie (anciennement la lire italienne) pour l'Italie, le Vatican et Saint-Marin.
Il édite et imprime la Gazzetta Ufficiale della Repubblica Italiana.